# Pitómnik
Pitómnik (en rus: Питомник) és un poble (un possiólok) de l'óblast d'Omsk, a Rússia, que en el cens del 2010 tenia 53 habitants. Pertany al districte rural de Mariànovka.